# 戀騎士 Purely☆Kiss
《戀騎士 Purely☆Kiss》是AKABEiSOFT2公司的分公司エフォルダムソフト在2011年9月30日發售的戀愛冒險類型成人遊戲。2014年4月エフォルダムソフト宣告解散，遊戲的版權移交給AKABEiSOFT2公司的AKABEiSOFT3。OVA則是由PinkPineapple在2013年7月26日開始發售。

## 故事
藤守要在小時候的某日曾在漫天大火下被騎士救過，因此發誓要成為能保護人們的騎士。後來進入以培育騎士為主的專屬學校「白宮學園」。學園長也安排編入以女學生為主的騎士團「エスクワイア」。

## 角色介紹

### 主要角色
藤守要（配音員：浪遮辰(OVA)、(OVA 幼年)）
本作的男主角，以成為騎士為目標。幼年時右手曾經受傷，目前已逐漸恢復。
愛爾西亞·黑凡斯/艾爾西婭·哈溫克斯（配音員：一色ヒカル）
威爾布魯格王國的留學生。白宮學園的一年級學生和エスクワイア的團員。
獅堂真奈
白宮學園的一年級學生和エスクワイア的團員也是要的同學。獅堂財團的大小姐。
風間明莉（配音員：小倉結衣）
白宮學園的一年級學生和エスクワイア的團員也是要的同學。個性活潑。
由於家中的經濟情況並不理想，因此早上會去做配送報紙的打工以幫忙補貼家計。
藤守由宇（配音員：雪都さお梨）
白宮學園的一年級學生和エスクワイア的團員也是要的妹妹。

### 其他角色
国中佳織（配音員：楠鈴音）
白宮學園的三年級學生，擔任エスクワイア的團長。
貝爾納黛特·威爾布魯格（配音員：大花どん）
威爾布魯格王國的公主。
松下良平（配音員：原田友貴）
要的同學。編入和要不同的騎士團。
南雲宗善（配音員：、(OVA)）
白宮學園的學園長。

## 工作人員
- 原畫：憂姫はぐれ
- SD原畫：SPR魔人
- 劇本：藤原休樹 with 企画屋
- 音樂：Barbarian On The Groove
- 繪圖：SPR魔人
- 背景：テリー・マーティン
- 監製：山だっく

## 主題歌
片頭曲「Dream Catcher」
作詞：wight　作曲：mo2　編曲：Barbarian On The Groove　歌：カヒーナ
片尾曲「Embracing」
作詞：wight　作曲/編曲：syow　歌：古都美珠

## OVA
OVA版是由PinkPineapple發售。エルシア＝ハーヴェンス篇和藤守由宇篇是成人動畫，Special Edition則是將前兩作合併並改編的一般向動畫。

### 主題歌
片尾曲「Embracing」
作詞：wight　作曲/編曲：syow　歌：古都美珠

### 工作人員
- 原作：
- 角色原案：憂姫はぐれ
- 監督/角色設計/作畫監督：西川貴史
- 分鏡：西川貴史、堤抄子
- 劇本：うだたん（第1巻）、西川貴史（第2巻）
- 美術監督：片平真司
- 色彩設計/色指定：杉林ゆりか
- 撮影監督：堀川和人
- 音響監督：神保直史
- 編輯：汐閏樹静流
- 製作人：吉田小陰、堀江拓
- 動畫製作：Seven
- 製作：PinkPineapple

### 發售日
- 恋騎士 Purely☆Kiss The Animation 「エルシア=ハーヴェンス」　2013年7月26日[8]
- 恋騎士 Purely☆Kiss The Animation Limited Edition 「藤守由宇」　2014年4月25日[9]
- 恋騎士 Purely☆Kiss The Animation ～Special Edition～ 2014年9月26日[10]

## 相關商品

### 小說
作者：緒莉　插畫：憂姫はぐれ　出版社：PARADIGM
| 標題 | 發售日        | ISBN               |
| ---- | ------------- | ------------------ |
|      | 2012年1月31日 | ISBN 9784894904415 |
|      | 2012年3月29日 | ISBN 9784894904491 |

### CD
- [11]

發行：Differencia　發售日：2012年1月20日
曲目列表
1. Dream Catcher
2. Embracing
3. 騎士への道
4. 見上げる空は高く、青く
5. 昼の顔は学園生
6. 活動開始！
7. 暖かな闇の中で
8. のんびりだらりと行きましょう
9. 大変大変態だー！
10. 胸に宿る想い
11. 手に剣、心に信念を
12. 拭いきれぬ不安
13. 心を覆う影
14. 猶予なき現実
15. 騎士の誇りは折れない
16. Tears of pure
17. 悲しみを供にして
18. エスクワイア
19. 火花散る剣撃
20. 貫けぬ壁
21. 囁く言葉に想いを乗せて
22. 恋せよ騎士

### 書籍
出版：エフォルダムソフト　發售日：2012年4月27日

## 評價
《戀騎士 Purely☆Kiss》獲得「萌えゲーアワード2012」角色設計賞的銀獎。另外在Getchu.com的「美少女遊戲大賞2011」中獲得綜合部門第14名、繪圖部門第12名。

## 外部連結
- 官方網站 （页面存档备份，存于）（日語）